# Bonorva
Bonorva é uma comuna italiana da região da Sardenha, província de Sassari, com cerca de 4.095 habitantes. Estende-se por uma área de 149 km², tendo uma densidade populacional de 27 hab/km². Faz fronteira com Bolotana (NU), Bono, Bottidda, Cossoine, Giave, Illorai, Ittireddu, Macomer (NU), Mores, Nughedu San Nicolò, Semestene, Torralba.

## Demografia
| Variação demográfica do município entre 1861 e 2011                               |
|                                                                                   |
| Fonte: Istituto Nazionale di Statistica (ISTAT) - Elaboração gráfica da Wikipedia |